# Laciniodes pseudoconditaria
Laciniodes pseudoconditaria là một loài bướm đêm trong họ Geometridae.